# Jacques de Comborn
Jacques de Comborn ou de Combort était un religieux du moyen Âge tardif qui fut évêque de Clermont au XVe siècle.

## Biographie
Jacques de Comborn était issu d’une grande famille d’Auvergne. Il était chanoine et comte de l’église de Lyon quand le Chapitre de Clermont l’élut évêque le 23 décembre 1444.
Son élection fut confirmée en mai 1445 par le pape Eugène IV, et il prit possession de sa charge en 1446. Les citoyens de Clermont lui prêtèrent serment de fidélité et lui remirent les clés de la ville.
En 1463 le roi Louis XI lui écrivit pour demander aux trois États une somme de 8000 livres qu’il avait à payer au duc de Bourgogne Philippe le Bon. Il contribua à l’embellissement de la cathédrale, fit reconstruire l’église Saint-Sépulcre et rebâtir le couvent des Jacobins qui avait été détruit par un incendie.
Il meurt le 15 ou le 19 février 1474.